# Кулабухов Олексій Іванович

Олексій Калабухов (1919 р. на Паризькій конференції

Кулабухов Олексій (1880, станиця Новопокровська — 7 листопада 1919) — священик, козачий політик і громадський діяч, член Кубанського уряду (міністр внутрішніх справ у 1918–1919), Кубанської Ради, входив до складу кубанської делегації на Паризькій мирній конференції. Повішений за рішенням військово-польового суду.

## Біографія

### Священник
Після закінчення Ставропольської Духовної семінарії, Кулабухов був висвячений у духовний сан і більше десяти років перебував парафіяльним священиком.
Як писав протопресвітер російської армії і флоту отець Георгій Шавельський, «Калабухов — священик, не тільки не зняв сану, але й не заборонений у священнослужінні. Багато хто з прийшлих і не підозрювали цього, бо Калабухов завжди ходив в черкесці, з кинджалом ».

### Міністр
Події 1917 року висунули його на поле громадської діяльності. Він користувався довірою своїх станичників і був їх незмінним представником в Кубанської Раді. У тривожний час, коли кубанський міністр внутрішніх справ Кіндрат Бардіж здав свій пост і пішов формувати загони «Вільних Козаків», Рада призначила на його місце Кулабухова. У важкій обстановці політичної невизначеності новому міністру довго вдавалося зберігати на Кубані відносний спокій, що привернуло до Катеринодару і в станиці тисячі людей, що рятувалися від війни і репресій нової більшовицької влади.
1 березня 1918 священик Кулабухов виступив з Катеринодара разом з відступаючим «Загоном Ради», але в станиці Расшеватській був захоплений червоногвардійцями. Йому вдалося втекти від них і ховатися до Другого Кубанського походу в Ставрополі.
Пізніше він повернувся на колишній пост керівника внутрішніми справами в складі уряду Л. Л. Бича. У грудні 1918 уряд через незгоду з політикою Денікіна, подав у відставку.

### Делегат
Священик Кулабухов отримав нове призначення до складу паризької делегації. Він прожив у Парижі вісім місяців, брав участь в роботах делегації і спільно з іншими представниками Кубані обробив і підписав проект Договору Дружби з кавказькими горцями. В ньому йшлося про те, що кубанські делегати, з одного боку, і делегати Союзу гірських народів Кавказу, з іншого, переконані, що політичний, культурний й економічний розвиток Кавказу та вигоди з переваг миру можливі тільки тоді, коли буде підписано договір про «міцну дружбу між кавказькими державами та їхню взаємну підтримку». Уряд Кубанського краю та уряд Гірських народів Кавказу взаємно визнали урочистим актом «державну суверенність і повну незалежність політичну обох країв».
У вересні 1919 делегація відрядила отця Олексія для доповіді Раді про свою діяльність і з пропозицією затвердити проект договору. Такі заходи керівництвом Добровольчої армії були розцінені як зрада не тільки Росії, але й кубанського козацтва. З Царицинського фронту Кавказької армії були зняті два кінних полки під командуванням генерала Покровського, який, з'явившись в Катеринодарі, зажадав видачі для перекази військово-польового суду 32-х членів Ради. 11 осіб було заарештовано, інші встигли втекти.

### Мученик
У ніч на 7 листопада 1919 року на Фортечний площі був повішений найзапекліший «самостійник» Олексій Кулабухов. Сталося це в Катеринодарі — столиці «незалежної» Кубанської Народної Республіки. Таким чином, Денікін переконливо продемонстрував справжню ціну кубанської незалежності, показавши, хто є на Кубані дійсним господарем.
Після страти, що відбулася близько трьох годин ранку, «Кубанська єпархіальна Рада схаменулася і, екстрено зібравшись в той же день, мало не о 6:00 ранку, винесла постанову: заборонити Калабухова в священнослужінні (вже повішеного)».
Слід зазначити: ні в історії православної Росії, ні в історії Кубані не було прецеденту засудження до смертної кари священика — та ще й через повішення. Знаменно, що жоден із священиків Російської православної церкви не виявив протесту чи хоча б публічного співчуття.
Повісивши Кулабухова 7 листопада 1919 року, кати тримали тіло мученика за козачі ідеали на шибениці цілий день, прикріпивши на його грудях дощечку з написом: «За зраду Росії і Козацтва». Але кожен Козак знав, що Кулабухов козачій справі не зраджував. Його смерть викликала глухе ремствування серед козацьких мас, підірвала довіру до військового начальства і багато в чому сприяла програшу війни з большевицькою Росією.
Дві доби білогвардійська влада не дозволяла зняти тіло. Врешті, заборонивши ховати, викинула тіло повішеного на смітник.